# 荻原弘子
荻原 弘子（おぎわら ひろこ、本名：尾崎 弘子 - おざき ひろこ、旧姓：荻原、1954年10月13日 - 2009年4月19日）は、元日本テレビ放送網報道局チーフディレクター、元同局アナウンサーである。

## 来歴・人物
大学生時代はアナウンス研究部に所属していたことで、「その流れで自然とアナウンサーを目指すようになった」と本人は話している。
アナウンサー時代は、主にニュースや天気予報、料理番組などで活躍した。1980年代は夕方のニュース番組に出演し、日本テレビの夕方の顔的存在であった。
報道局に異動後はディレクターとして、さまざまな問題について取材を行うようになる。『報道特捜プロジェクト』では「オバサンは怒っている」のオバサンリポーターで知られ、家庭の主婦の代表として取材を行った。その取材ぶりはしばしば「突撃取材」と評されることもあった。
日本各地で講演活動を行い、アナウンサー時代の経験を生かし講演会のコーディネーターを務めることもあった。
2009年4月19日、癌のため死去。54歳没。

## 略歴
- 1954年 埼玉県川越市に生まれる[1]。
- 1973年 埼玉県立川越女子高等学校卒業[4]。
- 1977年 聖心女子大学卒業[1][4]。アナウンサーとして日本テレビに入社。今井伊佐男、小山田春樹は同期。
- 1978年4月- 1983年7月 「キユーピー3分クッキング」に、一時降板した山本園子[5]の後任として アシスタント[6]として出演。
- 1993年 報道局へ異動。
- 2005年 24時間テレビ事務局へ異動。
- 2007年 編成局制作推進センターへ異動するも、翌年秋頃より休職し、病気の治療に専念。
- 2009年4月19日、癌のため死去。享年54歳。

## 出演
いずれも日本テレビ在籍時
報道・情報番組
| 期間          | 期間          | 番組名                    | 役職                 | 担当日      |
| ------------- | ------------- | ------------------------- | -------------------- | ----------- |
| 1982年3月29日 | 1983年3月30日 | NNN JUST NEWS             | キャスター           | 月～水曜日  |
| 1983年4月4日  | 1984年3月30日 | NNN JUST NEWS             | キャスター           | 平日        |
| 1984年4月2日  | 1985年3月29日 | NNN6:30きょうのニュース   | キャスター           | 平日        |
| 1986年10月    | 1988年3月     | NNNライブオンネットワーク | 井田由美の代役       | 平日        |
| 1987年7月     | 1987年10月2日 | 酒井広のうわさのスタジオ  | 司会                 | 平日        |
| 1990年代前半  | 1990年代前半  | NNNきょうの出来事         | 櫻井良子の代役       | 平日        |
| 1990年代前半  | 1990年代前半  | NNN朝のニュース           | シフト勤務キャスター | （交替制）  |
| 1990年代前半  | 1990年代前半  | NNN昼のニュース           | シフト勤務キャスター | （交替制）  |
| 1993年4月     | 時期不明      | 報道特捜プロジェクト      | コーナーリポーター   | 月2回土曜日 |

その他
- NNNニュース（不定期出演）
- キユーピー3分クッキング（アシスタントとして出演、1978年4月 - 1983年7月）
- NNN海外スポット
- 緊急警報装置試験電波発射テストアナウンス（1990年 - 1995年）
- 放送開始前テストパターンアナウンス（1986年 - 1999年）